# The Great American Cowboy
The Great American Cowboy ist ein US-amerikanischer Dokumentar-Sportfilm von Kieth Merrill aus dem Jahr 1974, der mit einem Oscar ausgezeichnet wurde. Das Filmplakat titelte seinerzeit: „How far can a man push? How much can a man endure?“ (Wie weit kann ein Mann gehen? Wie viel kann ein Mann ertragen?)

## Inhalt
Dem Film ist folgendes Zitat von Sophokles vorangestellt: „Mancher hat sich selbst im Traum gesehen …“.
Filmemacher Kieth Merrill zeichnet das harte Leben professioneller amerikanischer Rodeoreiter- und Arbeiter nach, die durch das Land reisen und an zermürbenden Veranstaltungen teilnehmen. Der Film vergleicht diese Athleten des 20. Jahrhunderts mit den echten Cowboys des alten amerikanischen Westens.
Der Film dokumentiert die Rivalität zwischen dem Veteranen Larry Mahan und dem Neuling Phil Lyne, die beide um den Titel der National Finals Rodeo Championship wetteifern. Beide wollen den höchsten Rodeopreis des Landes unbedingt erringen. Larry Mahan hat diesen Preis bereits mehrere Jahre lang gewinnen können, bevor Phil Lyne ihm diesen, für alle überraschend, wieder abnehmen konnte. Nun gibt es einen Rückkampf in dem es für beide Männer um viel geht.

## Produktionsnotizen, Veröffentlichung
Produziert wurde der Film von American National Enterprises, Merrill-Rodeo Film Productions und Rainbow Adventure Film. Laut Programmnotizen einer Filmvorführung im November 2006 im Linwood Dun Theatre der AMPAS sei Regisseur Kieth Merrill, der zuvor Industriefilme für große Unternehmen gedreht hatte, durch Bruce Browns Film über Motorradrennen On Any Sunday (1971) zu einem abendfüllenden Dokumentarfilm inspiriert worden. Er erhielt von der Rodeo Cowboys Association für ein Jahr die „exklusiven Dokumentarfilmrechte“ und sammelte von sechs unabhängigen Geldgebern 300.000 US-Dollar zur Subventionierung des Films ein. In einem HR-Artikel vom 6. Juni 1974 wurde berichtet, dass Merrill und sein dreiköpfiges Team (Associate Producer Alan Cassidy und die Kameraleute Preston Fox und Reed Smoot) im Juni 1972 mit den Dreharbeiten begannen und über 120 Tage drehten, wobei sie von Rodeo zu Rodeo reisten. Merrill habe die Action so nah wie möglich einfangen wollen, also benutzte man Weitwinkelobjektive und versuchte, in der Arena in einem Umkreis von 2,5 Metern um die Cowboys zu bleiben. Produktionsnotizen aus der AMPAS-Bibliothek zufolge war einer der Kameraleute sogar als Rodeo-Clown verkleidet und arbeitete ebenso nah an den Stieren wie die anderen Clowns. In den AMPAS-Programmnotizen gab Merrill zu, dass sie alle Verletzungen erlitten, aber schließlich gelernt hätten, wie man die Action am besten filmt. Merrill und sein Team filmten in 15 Staaten der USA und Kanada und legten dabei über 30.000 Meilen zurück.
Harold Farberman, Dirigent des Oakland Symphony Orchestra wirkte erstmals in einem Spielfilm mit, nachdem er die Filmmusik komponiert hatte, die vom London Symphony Orchestra aufgeführt wurde. Laut einer HR-Pressemeldung vom 8. März 1976 habe sich National Telefilm Associates die weltweiten Fernsehvertriebsrechte an dem Film, der 1974 an den Kinokassen mehr als sechs Millionen Dollar einspielte, gesichert.
Gezeigt wurde der Film am 14. August 1974 in den Vereinigten Staaten auf dem Atlanta Film and Video Festival, nachdem er am 14. August 1974 in Los Angeles in Kalifornien Premiere hatte. Am 11. April 1976 wurde er auf dem USA Film Festival vorgestellt.

## Rezeption

### Kritik
Peter Hanson stellte fest, dass man sich, wenn man sich den Film heute ansehe, schwer vorstellen könne, warum er einen Oscar für den besten Dokumentarfilm bekommen habe. Ein zynischer Mensch könne annehmen, dass es daran gelegen haben könnte, dass der Film harmlos und gesund sei und bekannte Themen wie rauen Individualismus feiere, ohne zu sehr in die Tiefe zu gehen. Ein weniger zynischer Mensch könnte annehmen, dass Regisseur Keith Merrill und seine Mitarbeiter den Hauptpreis der Academy für Sachfilme einfach deshalb erhalten hätten, weil The Great American Cowboy so glatt sei wie ein Hollywood-Spielfilm. Mittel wie Zeitlupenfotografie und Split-Screen-Bearbeitung würden eingesetzt, um die ohnehin schon aufregenden Bilder von Rodeostars auf Wildpferden und Bullen noch spannender zu machen. Darüber hinaus verleihe eine übertriebene Musik von Harold Farberman, die von einem kompletten Orchester mit vielen Blechbläsern gespielt werde, The Great American Cowboy einen opernhaften Charakter. Die Wahrscheinlichkeit sei groß, dass die Wahrheit irgendwo zwischen diesen möglichen Erklärungen liege. Für unsere modernen Augen sei der Film hoffnungslos repetitiv und oberflächlich. Schlimmer noch: Die Grenzpoesie des Erzähltons, gesprochen von dem erfahrenen Westernstar Joel McCrea, sei elegant, aber abgedroschen. Abschließend stellte Hanson fest: The Great American Cowboy sei zum Zeitpunkt seiner Veröffentlichung wahrscheinlich der beste Dokumentarfilm gewesen, der jemals über Rodeos gedreht worden sei, und Fans des Sports fänden den Film wahrscheinlich immer noch fesselnd. Leider werde The Great American Cowboy  Zuschauer wahrscheinlich nicht überzeugen, die keine Rodeo-Fans seien.

### Auszeichnungen (Auswahl)
Western Heritage Awards 1974
- Gewinner des Bronze Wrangler in der Kategorie „Western-Dokumentarfilm“ Kieth Merrill, Larry Mahan, Phil Lyne

Atlanta International Film Festival 1974
- Gewinner Silver Phoenix Award

Academy Awards 1974, USA
- Gewinner des Oscar in der Kategorie „Bester Dokumentarfilm“ Kieth Merrill